# Augustin-Marie Tardieu
Augustin-Marie Tardieu (Montrodat, 16 ottobre 1872 – Quy Nhơn, 12 dicembre 1942) è stato un vescovo cattolico e missionario francese.

## Biografia
Augustin-Marie Tardieu nacque il 16 ottobre 1872 a Montrodat nella Lozère in Occitania, quattordicesimo e penultimo figlio di una famiglia profondamente cattolica.
Nel 1886 entrò nel seminario minore a Marvejols e successivamente studiò prima filosofia presso il seminario di Mende e poi teologia al seminario delle missioni estere.

### Ministero sacerdotale
Fu ordinato diacono il 13 marzo 1897 dal vescovo Jean-Louis Vey e prete il 27 giugno successivo dal vescovo Félix Jourdan de la Passardière. Il 4 agosto dello stesso anno fu inviato in Vietnam.
Giunto a destinazione, iniziò subito lo studio del vietnamita a Quy Nhơn. Nel 1899 fu nominato professore per il seminario minore di Đại An e nel 1901 fu nominato parroco per le parrocchie di Gia Hựu e di Bàu gốc. Fu poi nominato professore per il seminario minore di Lạng Sơn e consulente per la causa di canonizzazione dei martiri vietnamiti nel 1904. Venne in seguito nominato parroco per le parrocchie di Hội Đức e di Trà Kiệu ed infine fu nominato superiore del seminario maggiore nel 1922.

### Ministero episcopale
Il 19 dicembre 1929 papa Pio XI lo nominò vicario apostolico di Quy Nhơn, assegnandogli la sede titolare di Vada.
Ricevette l'ordinazione episcopale nella cappella del seminario di Lạng Sơn il 1º maggio 1930 per imposizione delle mani dell'arcivescovo Victor Colomban Dreyer.
Animato dallo zelo per la sua missione, svolse il suo operato spendendosi per la cura pastorale dei fedeli, premurandosi che i seminaristi in particolare ricevessero la migliore istruzione. Per due volte tentò di aprire un seminario maggiore, ma due tifoni, il primo nel 1932 e il secondo l'anno successivo, provocarono danni tali da rimandare l'apertura degli edifici. Il 1º ottobre 1938 diene inizio alla costruzione della nuova cattedrale dedicata alla Madonna del Rosario e inaugurata il 10 dicembre dell'anno successivo.
Resse il vicariato per tredici anni, morendo a Quy Nhơn il 12 dicembre 1942 all'età di 70 anni. Fu sepolto come da sua volontà a Lạng Sơn.

## Genealogia episcopale
La genealogia episcopale è:
- Cardinale Scipione Rebiba
- Cardinale Giulio Antonio Santori
- Cardinale Girolamo Bernerio, O.P.
- Arcivescovo Galeazzo Sanvitale
- Cardinale Ludovico Ludovisi
- Cardinale Luigi Caetani
- Cardinale Ulderico Carpegna
- Cardinale Paluzzo Paluzzi Altieri degli Albertoni
- Papa Benedetto XIII
- Papa Benedetto XIV
- Papa Clemente XIII
- Cardinale Marcantonio Colonna
- Cardinale Giacinto Sigismondo Gerdil, B.
- Cardinale Giulio Maria della Somaglia
- Cardinale Carlo Odescalchi, S.I.
- Vescovo Eugène de Mazenod, O.M.I.
- Cardinale Joseph Hippolyte Guibert, O.M.I.
- Cardinale François-Marie-Benjamin Richard de la Vergne
- Vescovo Marie-Prosper-Adolphe de Bonfils
- Cardinale Louis-Ernest Dubois
- Arcivescovo Victor Colomban Dreyer, O.F.M.
- Vescovo Augustin-Marie Tardieu, M.E.P.